# Aeroportul Pu'er Simao
Aeroportul Pu'er Simao (IATA: SYM, ICAO: ZPSM) este un aeroport din Yunnan, Republica Populară Chineză ce deservește zona Pu'er City⁠(d). Aeroportul a fost tranzitat în 2022 de 93.959 de pasageri.
aeroportul dispune de o singură pistă.